# YAH! YAH! YAH! HELLO SCANDAL
Yah! Yah! Yah! Hello Scandal: Maido! Scandal Desu! Yah Yah Yah (YAH!YAH!YAH!HELLO SCANDAL～まいど!スキャンダルです!ヤァヤァヤァ!～) је први мини-албум јапанског рок бенда Скандал. Изашао је 8. аугуста 2008. Први сингл овог албума "Space Ranger" је изашао 3. марта исте године, сингл "Koi Moyou" је изашао 4. априла, а "Kagerou" 5. маја. 
Кавер албума је веома сличан каверу Бителсовог албума "Let It be".

## Орикон и друге листе
| Пон | Уто | Сре | Чет | Пет | Суб | Нед | Недељни ранг | Продано      |
| --- | --- | --- | --- | --- | --- | --- | ------------ | ------------ |
| -   | -   | -   | -   | -   | -   | -   | 263          | 586          |
| -   | -   | -   | -   | -   | -   | -   | од 11 недеља | од 11 недеља |
| -   | -   | -   | -   | -   | -   | -   | 217          | 618          |
| -   | -   | -   | -   | -   | -   | -   | 259          | 532          |

Албум је достигао друго место на Tower Records J-pop албум листама. На Орикон недељним листама је достигао 217. место и остао на листама 3 седмице са 1,736 укупно проданих копија.

## Промоција
Албум је промовисан на концертној турнеји "P. P. Tour 2008 Summer".

## Списак песама
| №               | Назив                       | Аутор(и)                  | Трајање |  |
| 1.              | Koi no Kajitsu ((恋の果実)) | Томоми Огава              | 4:33    |  |
| 2.              | ((スペースレンジャー))      | Томоми Огава, Харуна Оно  | 3:29    |  |
| 3.              | (恋模様)                    | Харуна Оно                | 3:44    |  |
| 4.              | (カゲロウ)                  | Томоми Огава, Masterworks | 4:23    |  |
| Укупно трајање: | Укупно трајање:             | Укупно трајање:           | 16:13   |  |